# Gournia

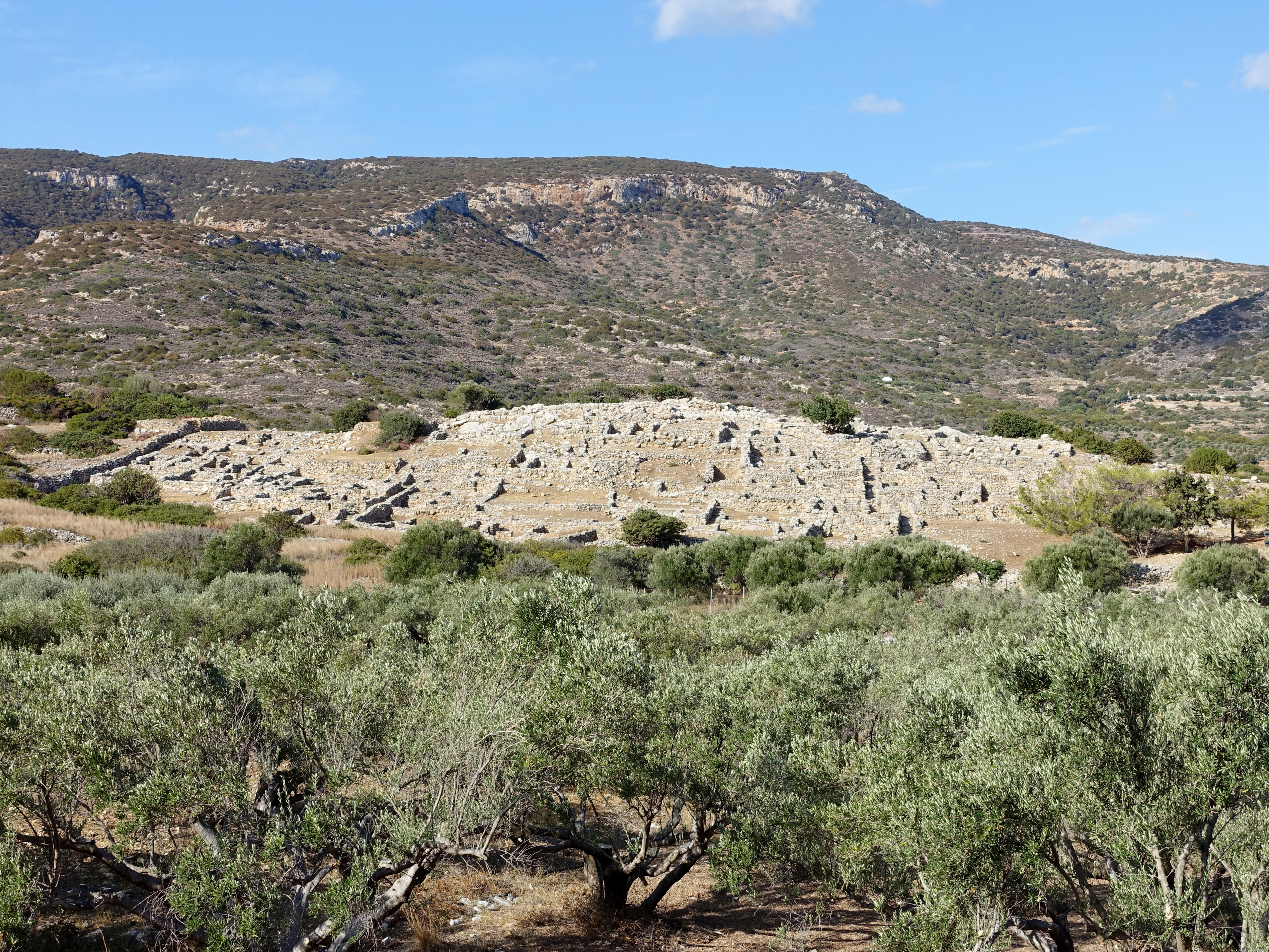
Ansicht der Ausgrabungsstätte von Osten

Gournia (griechisch Γουρνιά (n. sg.)) ist eine kleine antike Hafenstadt aus minoischer Zeit an der Nord-Küste des östlichen Kretas, etwa 11 km südöstlich von Agios Nikolaos. Der minoische Name der Siedlung ist unbekannt, deshalb verwendete man den Namen Gournia, wie die einheimischen Bauern den Ort nennen, zur Bezeichnung der Ausgrabungsstätte. Gournia, also zu deutsch Bassin, nennen die Bauern diese Bucht, die nördlich an den Golf von Mirabello angrenzt, weil sie an allen anderen Seiten von Hügeln umgeben ist. Eine andere und heute gängigere Ableitung ist von goúrna (griechisch γούρνα), Trog, wegen der nachstehend erwähnten trogartigen Steingefäße, die sich an den Hauseingängen fanden.

## Entdeckungsgeschichte
Auf der Suche nach einer geeigneten Ausgrabungsstätte aus der Bronzezeit folgte die US-amerikanische Archäologin Harriet Boyd-Hawes (1871–1945) mit einer Forschungsgruppe der University of Pennsylvania einem Hinweis von George Perakis, einem Bauer und Antiquar aus Vasiliki. Am 19. Mai 1901 besuchte sie zusammen mit ihrer Assistentin Blanche Emily Wheeler eine kleine Anhöhe an der Küstenstraße von Agios Nikolaos nach Sitia. Da sie sofort minoische Keramik fand und Mauern sichtbar waren, begann sie gleich am nächsten Tag mit Probegrabungen. Man legte Mauern und gepflasterte Straßen frei, und Harriet Boyd-Hawes begab sich sofort nach Heraklion, um eine Grabungsgenehmigung zu beantragen.
In drei Kampagnen 1901, 1903 und 1904 legte sie den heute sichtbaren Teil der Stadt frei. Sie verzichtete auf eine Rekonstruktion, wie sie etwa Arthur Evans in Knossos unternommen hat. 1904 entdeckte Harriet Boyd-Hawes 200 Meter nördlich der antiken Stadt Frühminoische Gräber am Hügel Sphoungaras.

## Archäologische Stätte
Der Hügel von Gournia wurde in der Frühminoischen Zeit (FM II A, um 2700 v. Chr.) erstmals besiedelt und blieb bis zur Spätminoischen Zeit (SM I B, um 1450 v. Chr.) kontinuierlich bewohnt. Die heute noch sichtbaren Grundmauern stammen vom Ende der Mittelminoischen bis zur Spätminoischen Zeit (MM III-SM I B, 1700–1450 v. Chr.).
Die Siedlung gruppiert sich um ein „Herrenhaus“, das auch als Palast bezeichnet wird, mit einem weiten Hof. Drei mit Steinen gepflasterte Straßen, die über Treppen von der Anhöhe hinab laufen und eine Ringstraße sind gut erkennbar. Einzelne, abgrenzbare Viertel lassen sich als Wohn- oder Werkstattviertel oder als Bereich des „Fürstenhofs“ identifizieren. Bisher wurden 8 Viertel ausgegraben, die mit den Buchstaben A–H gekennzeichnet werden.

### Bauweise

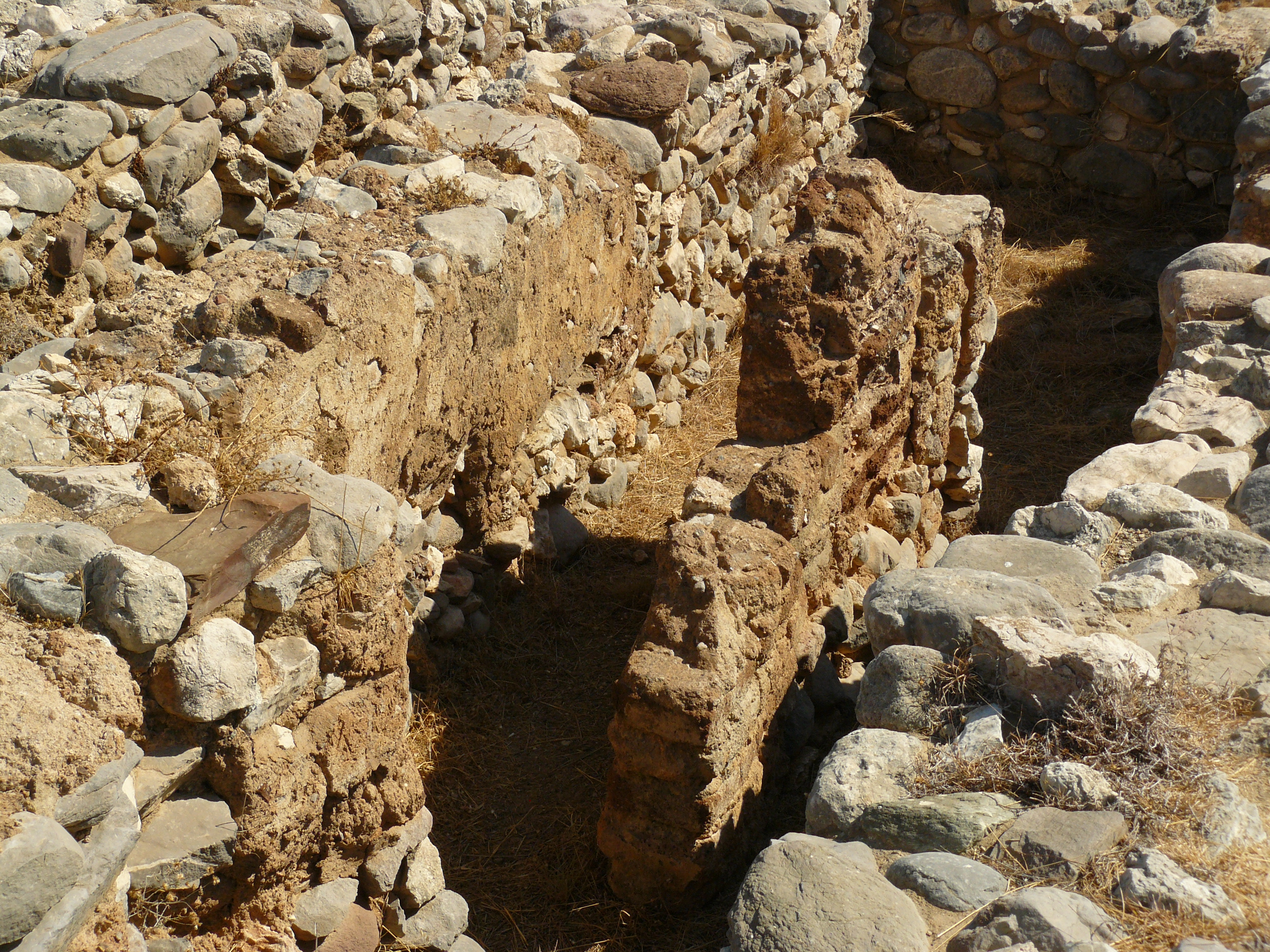
Haus AC: Lehmziegelmauer und Reste des Gipsputzes

Die Untergeschosse der Häuser waren aus Steinen oder aus gebrannten Ziegeln auf Steinfundamenten errichtet. Die Häuser verfügten über ein oder mehr Obergeschosse, die aus Ziegeln errichtet waren. Wie Putzrückstände belegen waren die Wände mit einem feinen weißen oder einem gröberen grauen Putz versehen. Teilweise wurde ein zweiter feiner leicht blaugrauer Putz aufgebracht. Es fanden sich auch Stuckreste, die dunkler als Pompejanischrot bemalt waren. In einem Lagerraum fanden sich zwei Stuckreste in Form eines Blitzes und einer Schwalbe.
Die aufgefundenen Türschwellen sind aus Stein und die Türzargen waren aus Ton und Holz und in seltenen Fällen auch aus Stein. Die Untergeschosse verfügten wohl über Fenster, leider konnte jedoch aufgrund der niedrigen Höhe der verbliebenen Mauern, sie sind bis Hüfthöhe erhalten, nur in drei Fällen Aussparungen für Fenster festgestellt werden. Die Böden bestanden aus festgestampftem Lehm, dünnen Pflastersteinen oder aus dicken Steinen wie sie auch für den Straßenbau verwendet wurden. Die aufgefundenen Reste von Holzbalken und Abdrücke von Ried in Putz lassen darauf schließen, dass die Häuser Flachdächer hatten. Es besteht jedoch die Möglichkeit, dass der Boden des Obergeschosses daraus gebaut war. Die Häuser verfügten auch schon über eine Kanalisation.
Von der Straße kommend betrat man zuerst einen Vorhof, von hier führte eine Tür ins Erdgeschoss, wo sich Werkstätten und Läden befanden. Treppen, aus Holz oder Stein, im Innern oder im Vorhof führten ins Obergeschoss zu den Wohnräumen. Es gab auch Keller, die über Treppen oder Leitern erreicht werden konnten. Bei den Eingangstüren wurden auf dem Boden seltsame Gefäße, die wie Mörser aussehen, jedoch keine Pistill aufgefunden. Ihre Funktion konnte bisher nicht befriedigend geklärt werden.

### Rundgang

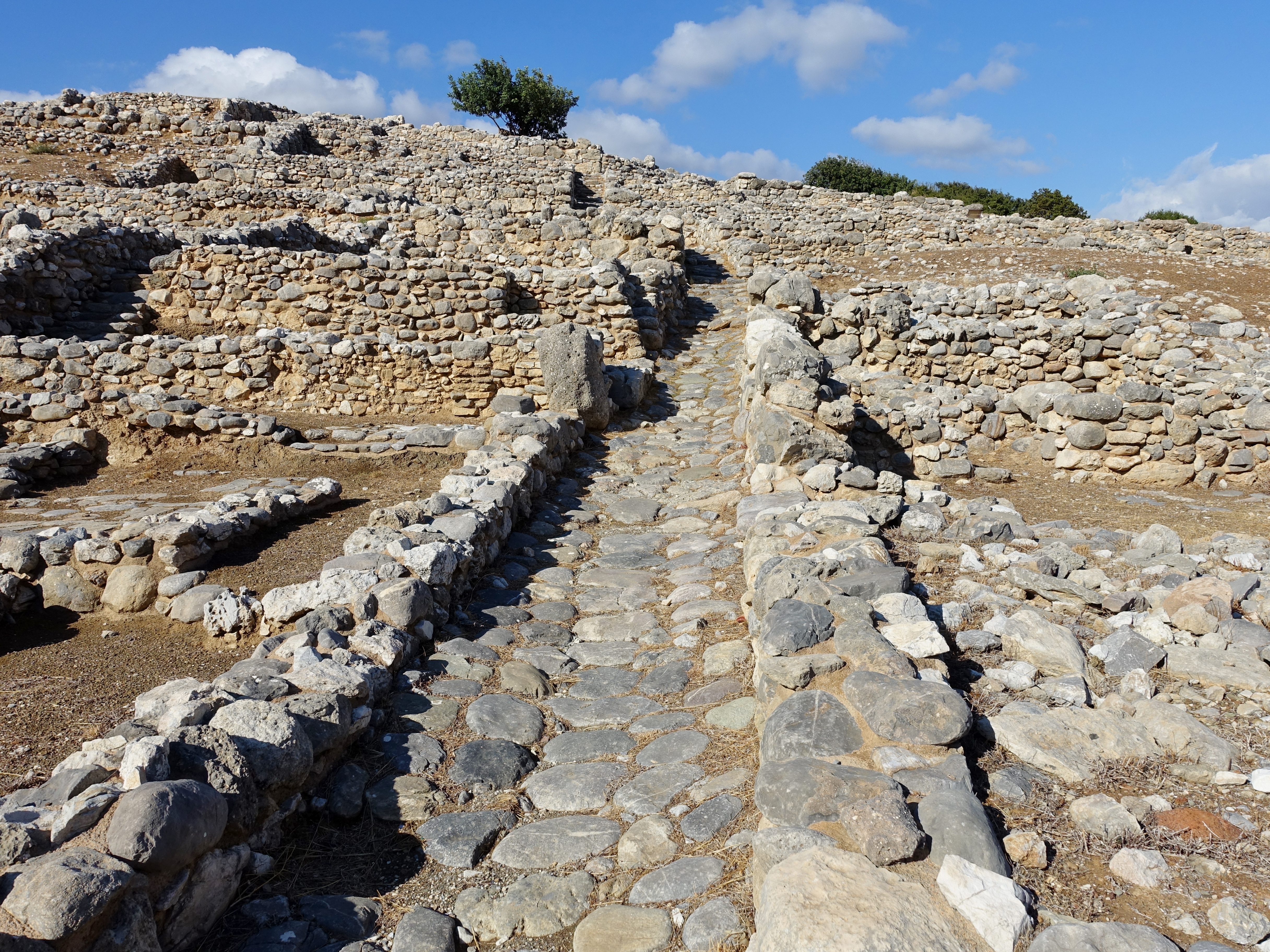
Gepflasterte Straße am Osthang

Man betritt heute die Ausgrabungsstätte von Nordosten. Zuerst trifft man auf eine Kreuzung, wo von der Ringstraße eine Straße nach Westen Richtung Palast abzweigt. Folgt man der Ringstraße Richtung Süden, so befindet sich links Viertel B und rechts das Viertel C. Man gelangt zunächst zum Haus CF (links der Straße in Viertel C). Hier fand man neben einem Krug und einer mit Linearschrift A beschrifteten Tonscheibe auch einen steinernen Schmelztiegel, der auf eine Bronzewerkstatt im Erdgeschoss dieses Hauses hindeutet. In diesem Haus befindet sich auch ein Abwasserrohr. Als Nächstes zweigt eine weitere Straße, die das Viertel C von D trennt, nach Westen ab und man kommt zum Haus DD, in dem noch die Steinbank zu sehen ist, auf der Harriet Boyd eine tönerne Weinpresse fand. Im Loch vor der Bank wurde der Rebensaft aufgefangen.
Die Ringstraße biegt nun nach Westen ab und führt hinauf zum Hügelplateau und erreicht zunächst einen Platz. Südwestlich des Platzes befindet sich eines der wenigen Gebäude (Haus He) aus der mykenischen Zeit. Für dieses Haus wurden größere und besser behauene Steine verwendet. Nördlich des Platzes befindet sich eine dreistufige Treppe, ähnlich den Schautreppen der minoischen Paläste, jedoch geht die von Gournia um die Ecke. Links neben der Treppe befindet sich eine runde Steinplatte, der sogenannte Kernos, der kultischen Zwecken diente. Man vermutet, dass der Platz sowohl als Agora, für kulturelle und soziale Veranstaltungen, wobei die Treppe als Sitzplatz dienen konnte, als auch bei Kulthandlungen verwendet wurde.

### Palast

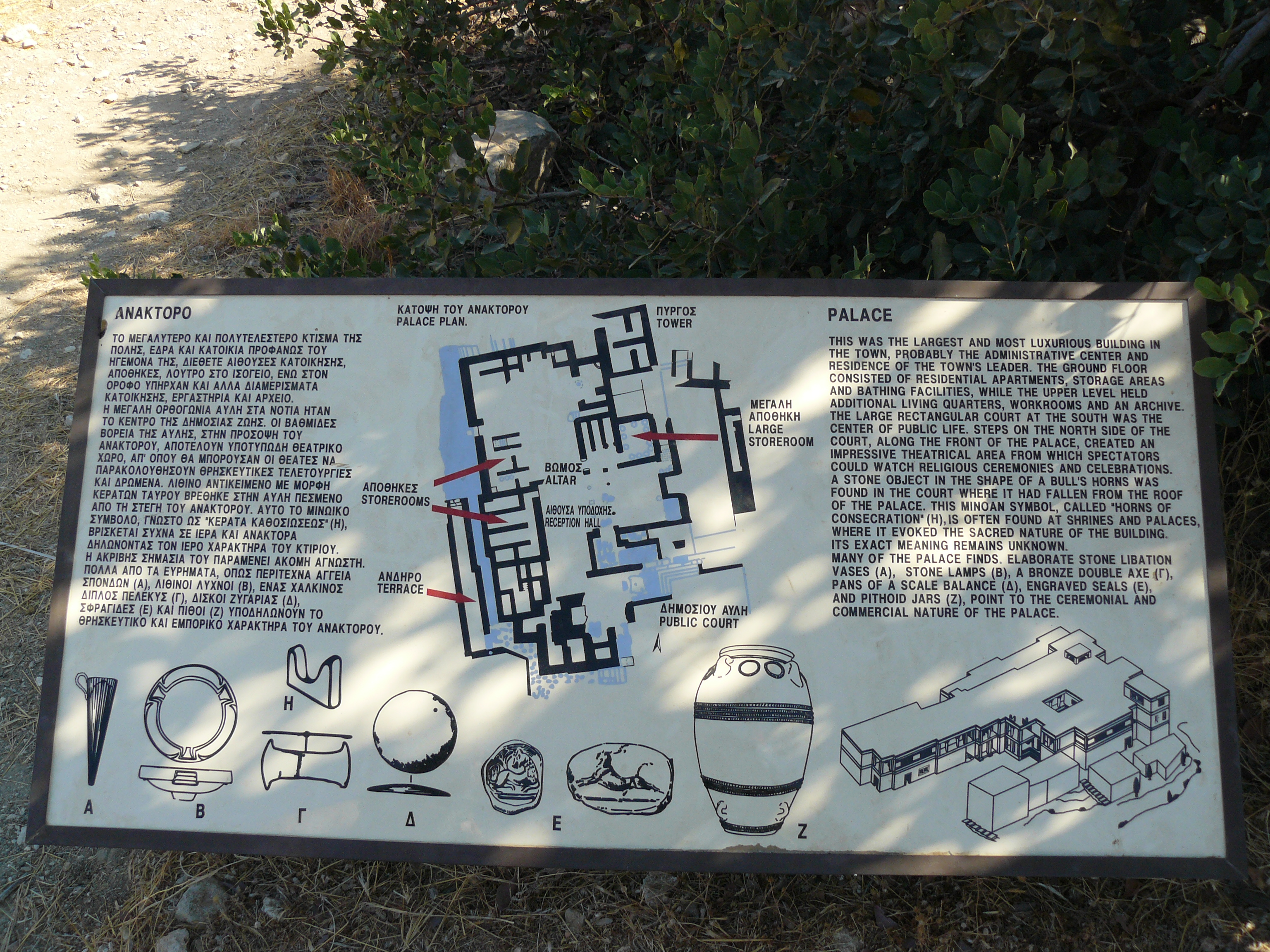
Plan des Palastes von Gournia

Nördlich der Treppe erreicht man einen Korridor, der zunächst nach Westen führt, nach Norden abknickt und in einen offenen Hof mündet. Westlich und nördlich des Hofes lagen längliche Lagerräume, südlich befand sich der Thronsaal, der an drei Seiten von Sitzbänken umgeben war. Vom Thronsaal führte ein schmaler Korridor mit Treppe in das Obergeschoss. Vom offenen Hof nach Norden sieht man links zunächst eine weitere Treppe ins Obergeschoss, dahinter gelangte man zum Westeingang des Palastes. Setzt man den Weg nach Norden fort so gelangt man zu einem kleinen Badezimmer.

### Kultstätten
Kehrt man zu dem Platz zurück so führt an dessen Westseite ein Weg an der Außenmauer des Palastes entlang. Bei einer Wegkreuzung gelangt man zu einem aufrechtstehenden Stein, den man für einen Bätyle also einen heiligen Stein hält. In dessen Nähe befindet sich noch ein Steinblock mit einem Doppelaxtsymbol. Folgt man der Pflasterstraße nach Norden so gelangt man zu einem kleinen Platz, der am Westeingang des Palastes lag. Zur rechten befinden sich einige der wenig erhaltenen Gebäudereste aus der Mittelminoischen Zeit. Am nördlichen Ende des Palastes führt rechts ein Weg zu einem kleinen Heiligtum von etwa drei mal drei Metern. Hier fand man verschiedene tönerne Kultstatuetten und weitere Opfergaben.

### Norden

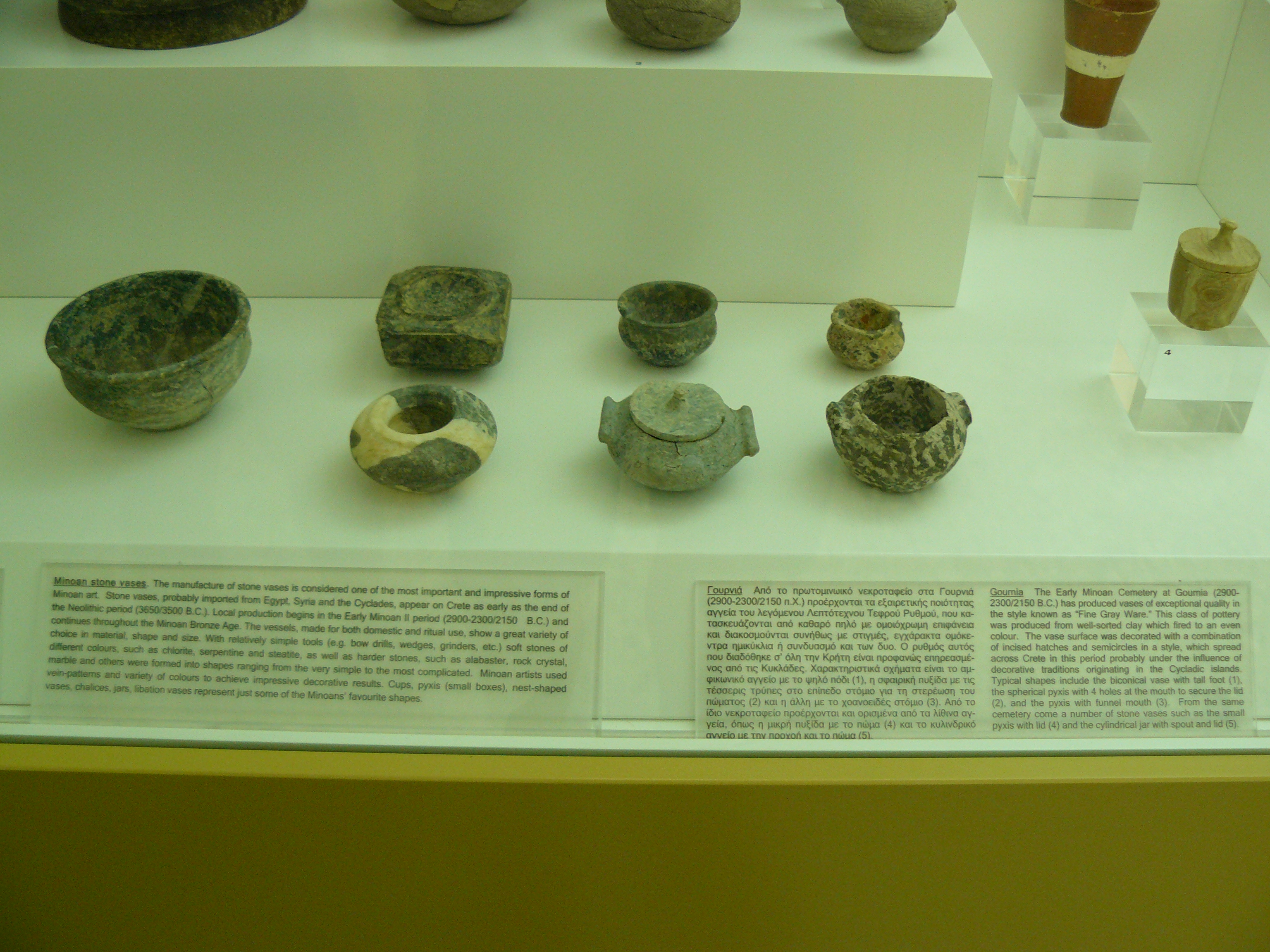
Frühminoische Steingefäße aus den Gräbern von Gournia im Archäologischen Museum von Agios Nikolaos

Im nördlichen Bereich der Ringstraße fand man direkt neben einem Haus einen Scherbenhaufen aus der Mittelminoischen Zeit. Da alle Scherben aus der gleichen Zeit stammen geht man davon aus, dass nach einer Zerstörung durch Angreifer, der Schutt dort am Stadtrand entsorgt wurde. Nördlich der Stadt fand Harriet Boyd 1904 einen Friedhof, der in den Jahren 1971 und 1972 von dem Archäologen Costis Davaras näher untersucht wurde. Die Gräber datieren hauptsächlich in die Frühminoische, Mittelminoische und Mykenische Zeit. Zum Teil waren die Toten unter Felsvorsprüngen begraben. Es gab aber auch Grabhäuser in deren Mitte man ein Freiluftheiligtum fand. Da diese Gräber aus FM II und MM I reicher ausgestattet waren als gleichzeitige Gräber in Sphoungaras, vermutet man, dass hier die Elite der Stadt beigesetzt wurde.
Folgt man der Ringstraße weiter nach Süden, so erreicht man Haus AC. Im Keller des Hauses ist eine Ziegelmauer und Reste des Putzes erhalten. In Raum 7 ist die Aussparung für ein Fenster sichtbar. In den Räumen fand man neben einer Töpferscheibe, zwei Ritualgefäße und einen großen Pithos.

## Zerstörungen
Um 1450 v. Chr. (SM I B) wurde Gournia, wie die minoischen Palastanlagen, zerstört und für 50 Jahre verlassen. Es finden sich noch geringe Spuren anschließender minoischer und mykenischer Besiedlung. Um 1200 v. Chr. (SM III) wurde Gournia endgültig zerstört und aufgegeben.